# Brothers in Rhythm
Brothers in Rhythm est un groupe de musique britannique formé des DJ Dave Seaman et Steve Anderson.

## Discographie

### Singles
- 1990 : Peace And Harmony
- 1991 : Such A Good Feeling (#1 Hot Dance Music/Club Play)
- 1994 : Forever And A Day (#51 UK)
- 1999 : Dreaming In Colour